# La Queue-les-Yvelines
La Queue-les-Yvelines is een gemeente in het Franse departement Yvelines (regio Île-de-France) en telt 1844 inwoners (1999). De plaats maakt deel uit van het arrondissement Rambouillet.

## Geografie
De oppervlakte van La Queue-les-Yvelines bedraagt 5,8 km², de bevolkingsdichtheid is 317,9 inwoners per km².
De onderstaande kaart toont de ligging van La Queue-les-Yvelines met de belangrijkste infrastructuur en aangrenzende gemeenten.

## Demografie
Onderstaande figuur toont het verloop van het inwonertal (bron: INSEE-tellingen).